# Diunna Greenleaf
Diunna Fay Greenleaf (* 6. Oktober 1957 in Houston, Texas, USA) ist eine US-amerikanische Bluessängerin und Songwriterin.

## Biografie
Diunna Greenleaf wurde am 6. Oktober 1957 in Houston (Texas) geboren. Bevor sie ihre musikalische Karriere begann, erwarb sie an der Prairie View A&M University einen Abschluss in Mass Communications (Massenkommunikation), danach einen Master in Educational Counseling (Bildungsberatung). Sie leistete ihren Militärdienst bei der Army und arbeitete danach als Counselor (Berater) in der Industrie und dann an der Texas Southern University.
Greenleafs musikalischen Wurzeln liegen in der Gospelmusik, zu ihren Vorbildern zählen Koko Taylor, Aretha Franklin, Rosetta Tharpe, Sam Cooke und Charles Brown. Ihr Vater war Leiter von Gospelchören und Gesangstrainer, auch für später so bekannte Musiker wie Johnnie Taylor, Sam Cooke und B. B. King, der sie förderte. Ihre Mutter betrieb ein Café, das von Bluesmusikern frequentiert wurde, und ihr Onkel hatte einen Juke Joint, in dem Blues live gespielt wurde.
Als junge Frau sang Greenleaf bei Hochzeiten, um ihre Ausbildung mit zu finanzieren, beabsichtigte aber nicht, ins Musikgeschäft einzusteigen. Mit der Ermutigung ihrer Mutter begann Greenleaf, immer häufiger bei bezahlten Auftritten zu singen. Auch die Musikerin Katie Webster drängte Greenleaf, eine Karriere als Vollzeitsängerin anzustreben.
2004 produzierten Diunna Greenleaf und ihre Band Blue Mercy ihr erstes Album Crazy But Live in Houston in Eigenregie, live aufgenommen bei einem Konzert in einem Jazz-Café. 2005 gewannen sie die International Blues Challenge in Memphis (Tennessee). Im gleichen Jahr traten sie bei der Verleihung der Blues Music Awards auf, gedrängt von Koko Taylor, die bei der Veranstaltung ausgezeichnet wurde. 2006 veröffentlichten sie ihr erstes Studioalbum Cotton Field to Coffee House, wofür sie 2008 mit einem Blues Music Award in der Kategorie „Best New Artist Debut“ ausgezeichnet wurde.
Im Laufe der folgenden Jahre tourte Greenleaf intensiv. Sie sang auf etlichen Alben anderer Musiker, so zum Beispiel 2007 bei Pinetop Perkins’ Aufnahmen für das Album Last of the Great Mississippi Delta Bluesmen: Live in Dallas, das einen Grammy gewann. Sie sang auch 2019 auf dem Album The Soul of the King zu Ehren B. B. Kings. 2010 erschien das Album Diunna Greenleaf, live aufgenommen beim Blues Masters at the Crossroads Festival 2009 in Kansas.
Nach ihrem Album Trying to Hold On von 2011 vergingen 11 Jahre, bevor 2022 das nächste Album I Ain’t Playin erschien. In dieser Zeit war sie häufig für einen Blues Music Award nominiert und gewann zweimal in der Kategorie „Traditional Blues Female Artist (Koko TaylorAward)“, 2014 und 2017.
Neben ihrer musikalischen Tätigkeit war Greenleaf drei Jahre lang Präsidentin der Houston Blues Society und die erste Frau in dieser Position. Sie ist auch zu sehen in dem Dokumentarfilm When Houston Had the Blues von 2024.

## Diskografie
- 2004: Crazy But Live in Houston – Diunna Greenleaf and Blue Mercy
- 2007: Cotton Field to Coffee House – Diunna Greenleaf and Blue Mercy
- 2010: Diunna Greenleaf – Diunna Greenleaf, the 2009 APO Direct-To-Disc Sessions
- 2011: Trying to Hold On – Diunna Greenleaf with Special Guests
- 2022: I Ain’t Playin (Little Village Records) – Diunna Greenleaf

## Auszeichnungen
- 2005: Gewinner der International Blues Challenge in Memphis (Tennessee) mit ihrer Band Blue Mercy[6]
- 2008: Blues Music Award in der Kategorie „Best New Artist“[6]
- 2014: Blues Music Award in der Kategorie „Traditional Blues Female Artist (Koko TaylorAward)“[6]
- 2017: Blues Music Award in der Kategorie „Traditional Blues Female Artist (Koko TaylorAward)“[6]
- 2022: Prix Blues der Académie du Jazz in Frankreich für I Ain’t Playin[3][8]
- 2024: Jus’ Blues Koko Taylor Queen of Blues Award for outstanding contribution to preserving traditional blues[5]